# Petrești (Dâmbovița)
Petrești è un comune della Romania di 5 979 abitanti, ubicato nel distretto di Dâmbovița, nella regione storica della Muntenia.
Il comune è formato dall'unione di 7 villaggi: Coada Izvorului, Gherghești, Greci, Ionești, Petrești, Potlogeni-Deal, Puntea de Greci.
A Petrești nacque Elena Petrescu (1916 - 1989), moglie di Nicolae Ceaușescu.